# Vizovice

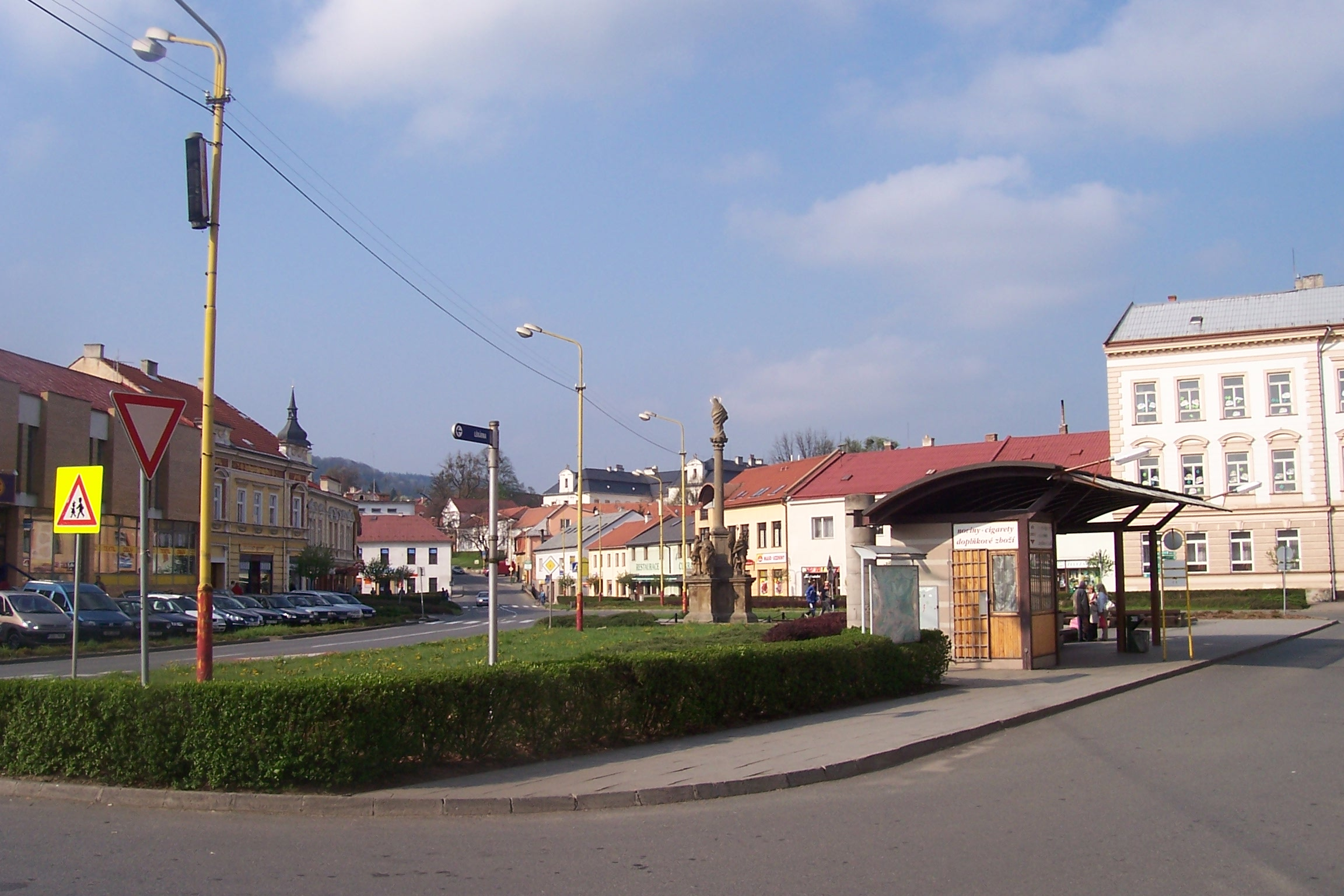
Rynek

Vizovice (niem. Wisowitz) – miasto w Czechach, w kraju zlińskim, w powiecie Zlin. Według danych z 2 października 2006 powierzchnia miasta wynosiła 2855 ha, a liczba jego mieszkańców 4562 osób.

## Demografia
Wykres liczby ludności miasta Vizovice na przestrzeni lat 1970–2006
Źródło: Czeski Urząd Statystyczny

## Zabytki
Zabytki miasta:
- pałac i park z rzeźbami gladiatorów,
- kościół św. Wawrzyńca,
- klasztor miłosiernych braci,
- rzeźby św. Jana Nepomucena i św. Floriana przed kościołem św. Wawrzyńca,
- kolumna maryjna,
- niektóre nagrobki i krzyż centralny na cmentarzu[1].

## Kultura
W Vizovicach co roku odbywa się festiwal rockowy Masters of Rock.

## Miasto w kulturze masowej
W okolicach Vizovic, jeśli wierzyć słowom popularnej piosenki śpiewanej przez Ivana Mládka, grasuje bagienny potwór, znany jako Jožin z bažin.